# Corsia unguiculata
Corsia unguiculata ist eine blattgrünlose Pflanzenart aus der Familie der Corsiaceae.

## Merkmale
Wie alle Arten der Gattung hat auch Corsia unguiculata die Photosynthese aufgegeben und bildet dementsprechend kein Chlorophyll mehr. Stattdessen lebt sie myko-heterotroph von einem Mykorrhizapilz, der in Symbiose mit einer weiteren Pflanze lebt.
Corsia unguiculata ist eine ausdauernde Pflanze, die nur zur Blütezeit oberirdisch wächst. Aus dem kurzen, kriechenden Rhizom sprießen dann zwei bis drei, 10 bis 18 Zentimeter lange, zylindrische und fein geriffelte, unverzweigt und aufrecht wachsende Stängel. Das 1,5 bis 2,5 Zentimeter lange Blattwerk ist auf scheidenförmige Schuppenblätter reduziert und wächst wechselständig entlang des gesamten Stängels. Die gesamte Pflanze ist oberirdisch rötlich.
Die aufrechten Einzelblüten sind endständig und stehen an Blütenstielen, die 1 bis 4,5 Zentimeter lang sind. Von den sechs Blütenblättern (je drei Tepalen in zwei Blütenblattkreisen) sind fünf fadenförmig bis linear, bis zu 7 Millimeter lang und 2 Millimeter breit und – ähnlich einem Türkenbund – stark zurückgebogen. Das oberste sechste, das sogenannte Labellum, ist weinrot, stark vergrößert (1,5 bis 3 Zentimeter lang, 1,5 bis 2,5 Zentimeter breit) und breit eiförmig. Es umschließt anfangs die Blütenknospe und überdeckt nach ihrer Öffnung schützend die anderen Blütenorgane. Am Ansatz ist das Labellum über einen länglichen, schwach gerundeten und dreihöckrigen Steg aus Callusgewebe am Gynostemium verwachsen („genagelt“), es wird von einer Mittelrippe und auf jeder Seite von vier verzweigten Parallelnerven durchzogen. 
Das Gynostemium ist 0,5 bis 1 Millimeter lang, der freie Anteil der Staubblätter erreicht Längen zwischen 1 und 1,5 Millimeter, die Staubbeutel sind ebenfalls 1 bis 1,5 Millimeter lang. 
Der Fruchtknoten ist 9 bis 18 Millimeter lang, die Samenkapsel ist zylindrisch, 2 bis 2,5 cm lang und 3 Millimeter dick.

## Verbreitungsgebiet
Corsia unguiculata ist im nordöstlichen Teil Neuguineas in den Wäldern des Torricelli-Gebirges in Höhenlagen von 600 bis 2700 Metern auf humosen Böden beheimatet.

## Systematik
Corsia unguiculata wurde 1905 von Friedrich Richard Rudolf Schlechter erstbeschrieben und ist die Typusart der Sektion Unguiculatis. Diagnostisches Hauptmerkmal der Sektion ist der verlängerte Steg aus Kallusgewebe, der das Labellum mit dem Gynostemium verbindet, im Gegensatz zur Sektion Sessilis, bei der das Kallusgewebe unmittelbarer mit dem Gynostemium verbunden ist. Auf diese Eigenart bezieht sich auch das Epitheton, unguiculata (vom Lateinischen unguiculus für Fingernagel) bedeutet so viel wie „am Ansatz krallenförmig“.